# Wilhelm Vatke (Botaniker)
Georg Carl Wilhelm Vatke (* 12. August 1849 in Berlin; † 6. April 1889 ebenda) war ein deutscher Botaniker.
Sein botanisches Autorenkürzel lautet „Vatke“.

## Leben und Wirken
Geboren als Sohn des Professors der Theologie Wilhelm Vatke besuchte er das Friedrichs-Werdersche Gymnasium in Berlin, das er 1870 mit dem Reifezeugnis verließ. Er studierte an der Berliner Universität, besonders bei Alexander Braun.
Vatke begründete mit Carl Rensch den Berliner Botanischen Tauschverein.
Von 1876 bis 1879 war er als Assistent am Herbar des Botanischen Gartens in Berlin tätig, danach als Privatgelehrter. Er bearbeitete die Sammlungen von Wilhelm Peters, Wilhelm Schimper und Johann Maria Hildebrandt.
Sein eigenes Herbar befindet sich heute am Herbarium Haussknecht Jena (JE).

## Ehrungen
Ihm zu Ehren wurde die Gattung Vatkea O.Hoffm. aus der Familie der Gemsenhorngewächse (Martyniaceae) benannt.